# Ernst Ocwirk
Ernst Ocwirk (7. marts 1926 - 23. januar 1980) var en østrigsk fodboldspiller (central midtbane) og -træner, der var anfører for det østrigske landshold, der vandt bronze ved VM i 1954 i Schweiz.
Ocwirk spillede på klubplan primært for Austria Wien i hjemlandet, samt for italienske Sampdoria. Tiden hos Austria var meget succesfuld, og Ocwirk var med til at vinde hele fem østrigske mesterskaber med klubben. Han var i en årrække klubbens anfører, en rolle han også havde i sin tid i Sampdoria.
Ocwirk spillede 62 kampe og scorede seks mål for det østrigske landshold. Han var anfører på det østrigske hold, der vandt bronze ved VM i 1954. Han spillede alle holdets kampe i turneringen, og scorede to mål, heriblandt ét i bronzekampen mod Uruguay.
Efter sit karrierestop fungerede Ocwirk også som træner. Han stod i spidsen for både Austria Wien og Sampdoria, og var også ansvarshavende i FC Köln og Admira Wacker. Han døde af sklerose i 1980, i en alder af 53 år.